# Château de Bentheim
Le château de Bentheim est un château fondé au début du Moyen Âge. Il est cité pour la première fois au XIe siècle dans les registres de l'abbaye de Werden (1050). Il est situé sur une colline surplombant la commune de Bad Bentheim.

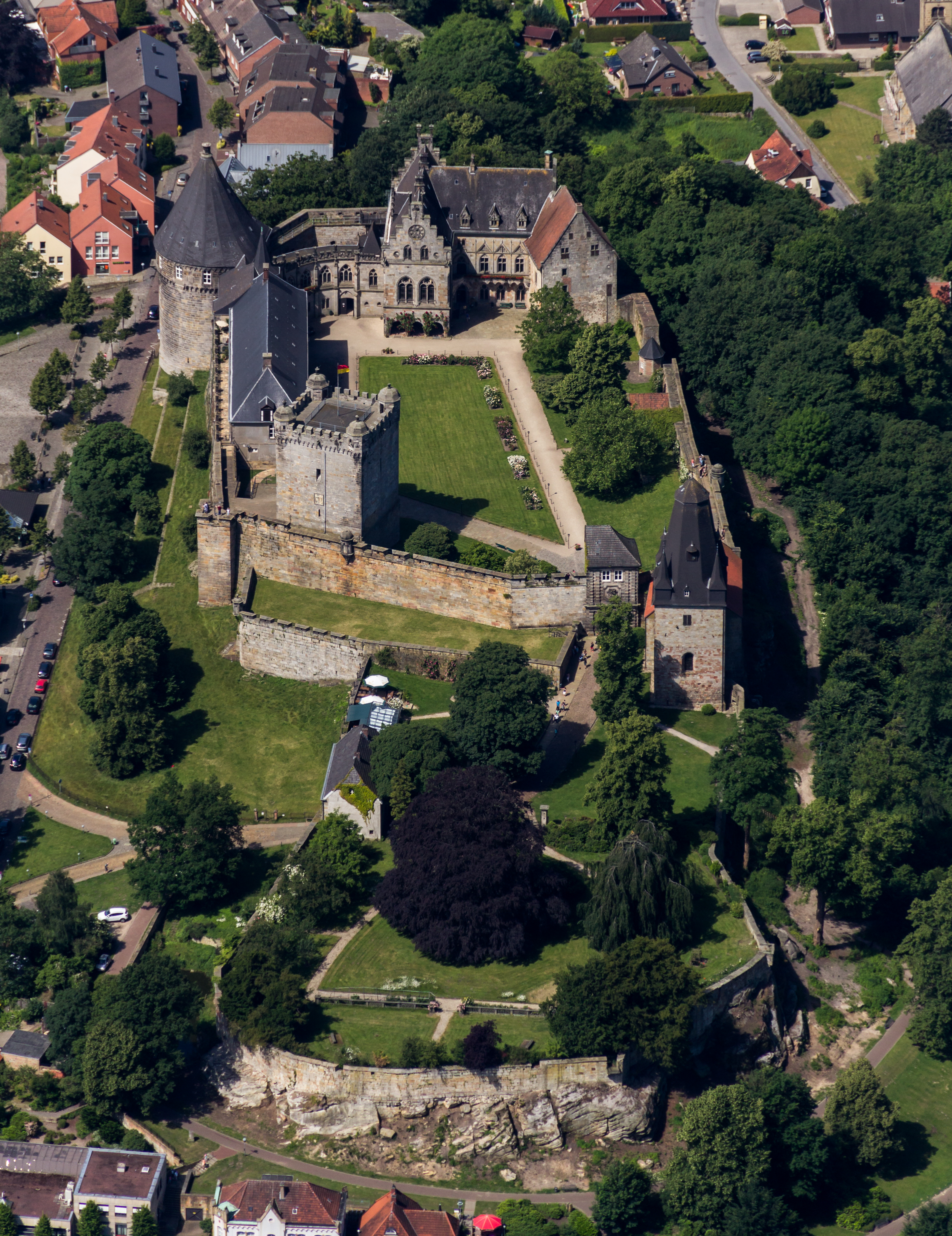
Vue aérienne (2014)

## Histoire
Le château de Bentheim était la capitale du comté de Bentheim.
Le premier propriétaire connu du château est Otton II de Northeim, duc de Bavière.  En 1116, le château est complètement détruit pendant la guerre entre Lothaire III et Henri V. L'Annalista Saxo décrit comment Lothaire « assiège Binithem, une belle ville forte, brûlée après avoir été conquise ». Le mot « fort » (firmam) suggère que le château a joué un rôle vital dans les défenses de la ville, mais il est supposé qu'il s'agissait d'une structure en bois, et pas encore d'un château en pierre. Le château sera reconstruit peu de temps après par Otto von Salm, beau-frère du vainqueur de la guerre, Lothaire III.
En 1146 une guerre a éclaté entre Otto von Salm et le seigneur d'Utrecht, l’évêque Herbert de Béron. Otto sera vaincu près de Ootmarsum. Par cette défaite, le château tombe aux mains du seigneur d'Utrecht. Le fils d'Otto essayera de reprendre le château mais perdit l'affrontement et fut capturé par Hermann von Stahleck en 1148. Il passera une année entière en prison avant d'être étranglé. La fille d'Otto, Sophie von Salm-Rheineck héritera alors du château. Elle se mariera au comte Thierry VI de Hollande. Leur fils, Florent III, héritera du comté à la mort de Sophie (en 1165) et devient ainsi le premier des comtes de Bentheim-Hollande (ou plus fréquemment utilisé comte de Hollande), qui restèrent attaché jusqu'en 1421. Cette année-là, le château passe aux mains de Eberwin IV von Götterswick, cousin du dernier comte de Hollande.

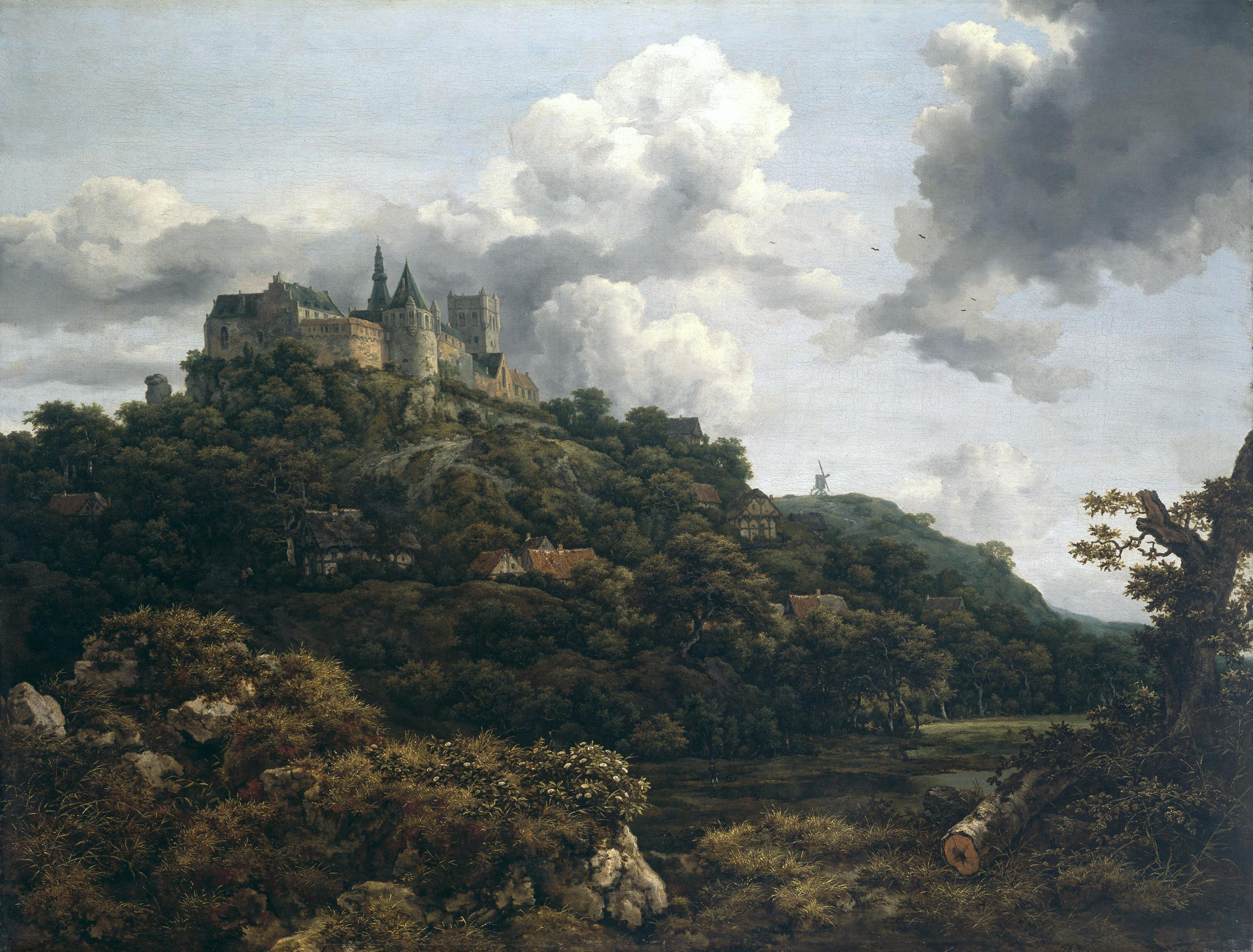
Le château de Bentheim peint par Jacob van Ruisdael (1653)